# Christi-Himmelfahrts-Kirche (Dublje)
Die Christi-Himmelfahrts-Kirche (serbisch: Црква Вазнесења Христовог, Crkva Vaznesenja Hristovog) ist eine serbisch-orthodoxe Kirche, im Dorf Dublje, in der Gemeinde Bogatić, im serbischen Bezirk Mačva. 
Die 1936 erbaute Kirche ist der Christi Himmelfahrt geweiht und ist die Pfarrkirche der gleichnamigen Pfarrei und Kirchengemeinde Dublje im Dekanat Mačva der Eparchie Šabac der serbisch-orthodoxen Kirche. Sie steht als Kulturdenkmal unter Denkmalschutz (Nr. SK 1475).

## Geschichte
Die Kirche wurde 1936 als Mahnmal und Beinhaus der Soldaten des Ersten Weltkriegs in Serbien errichtet. Sie wurde der Christi-Himmelfahrt durch Bischof Simeon gewidmet. Heute enthält das Gebäude die Resten von mehr als einem Tausend Soldaten, darunter manchen österreichischen Soldaten.

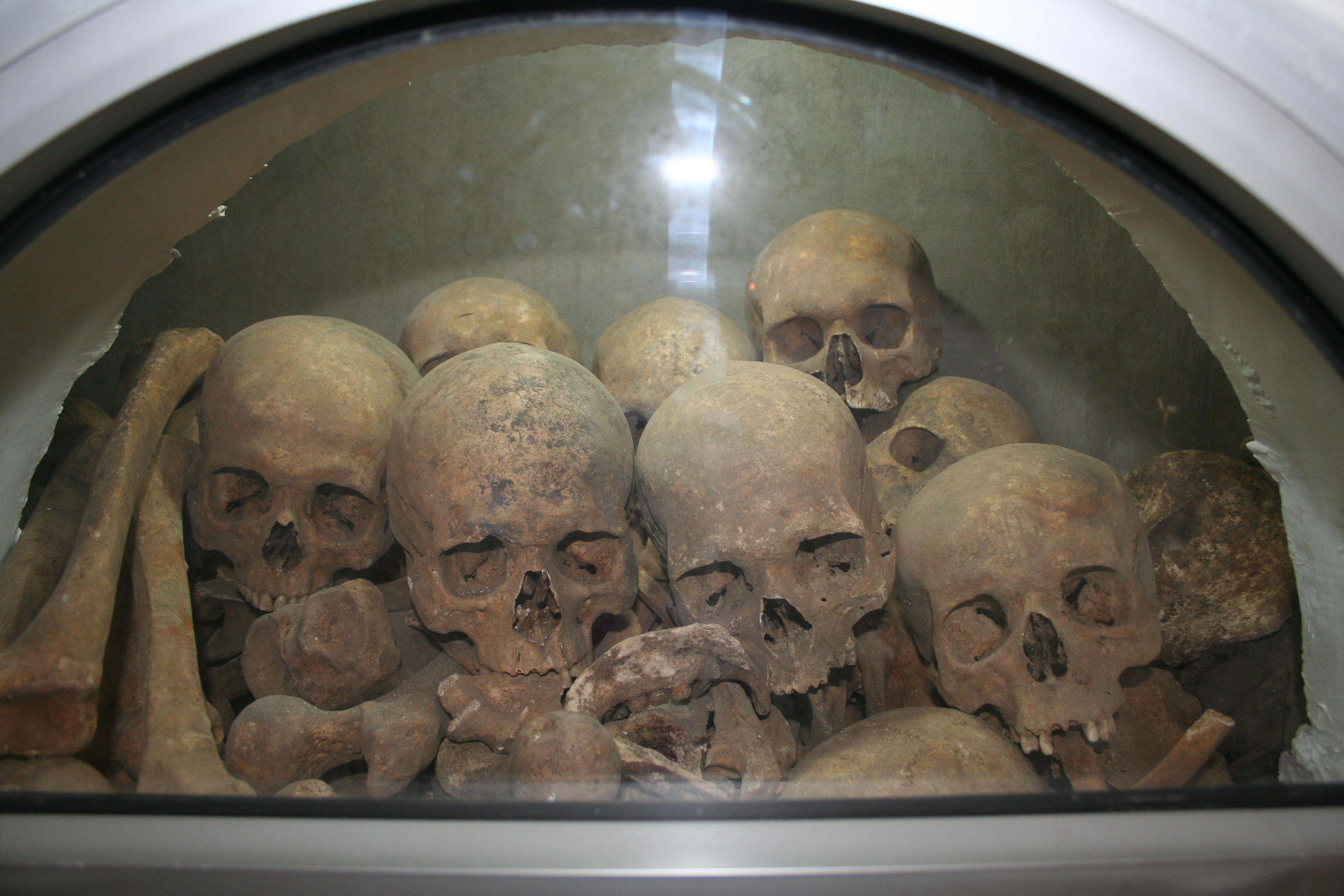
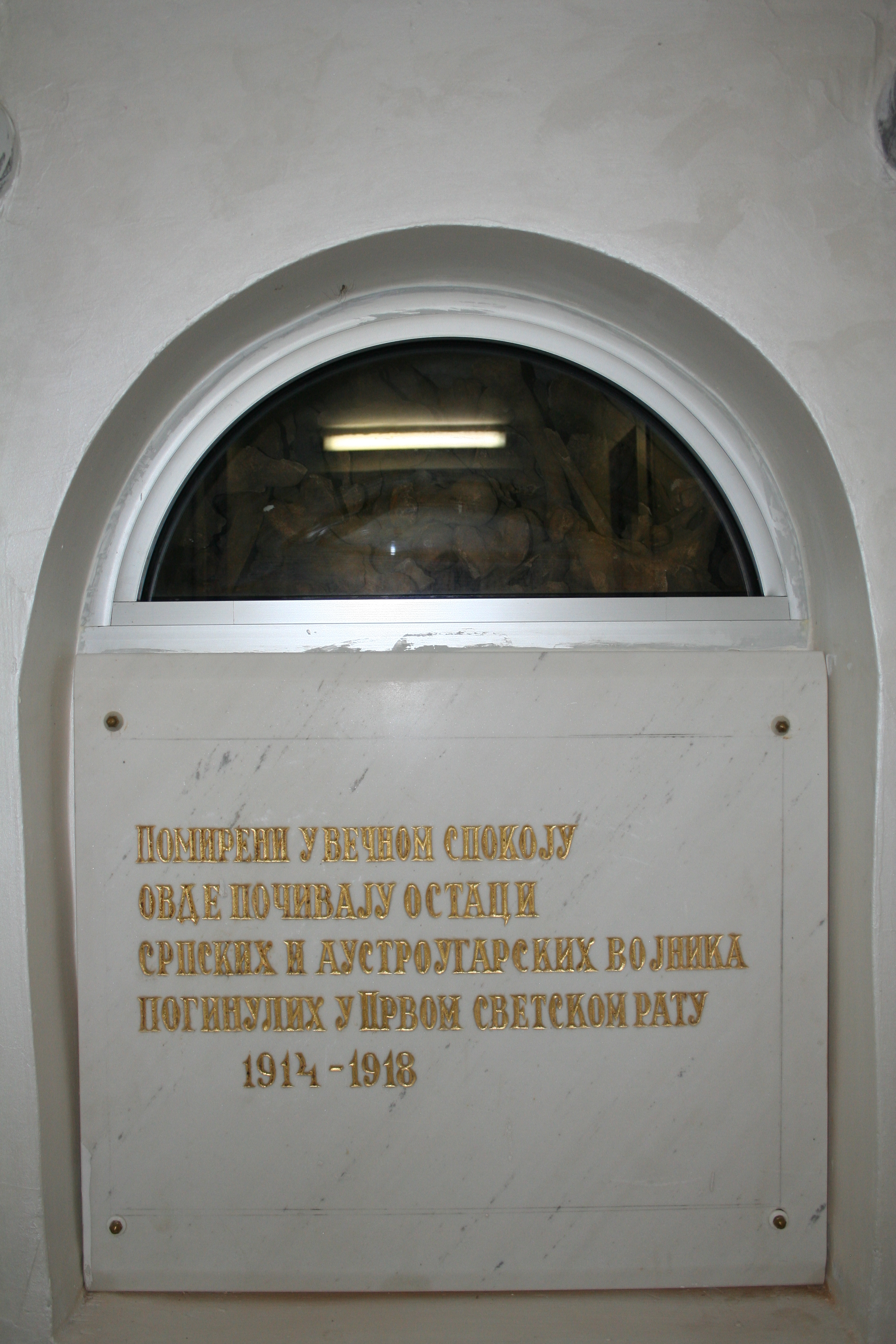
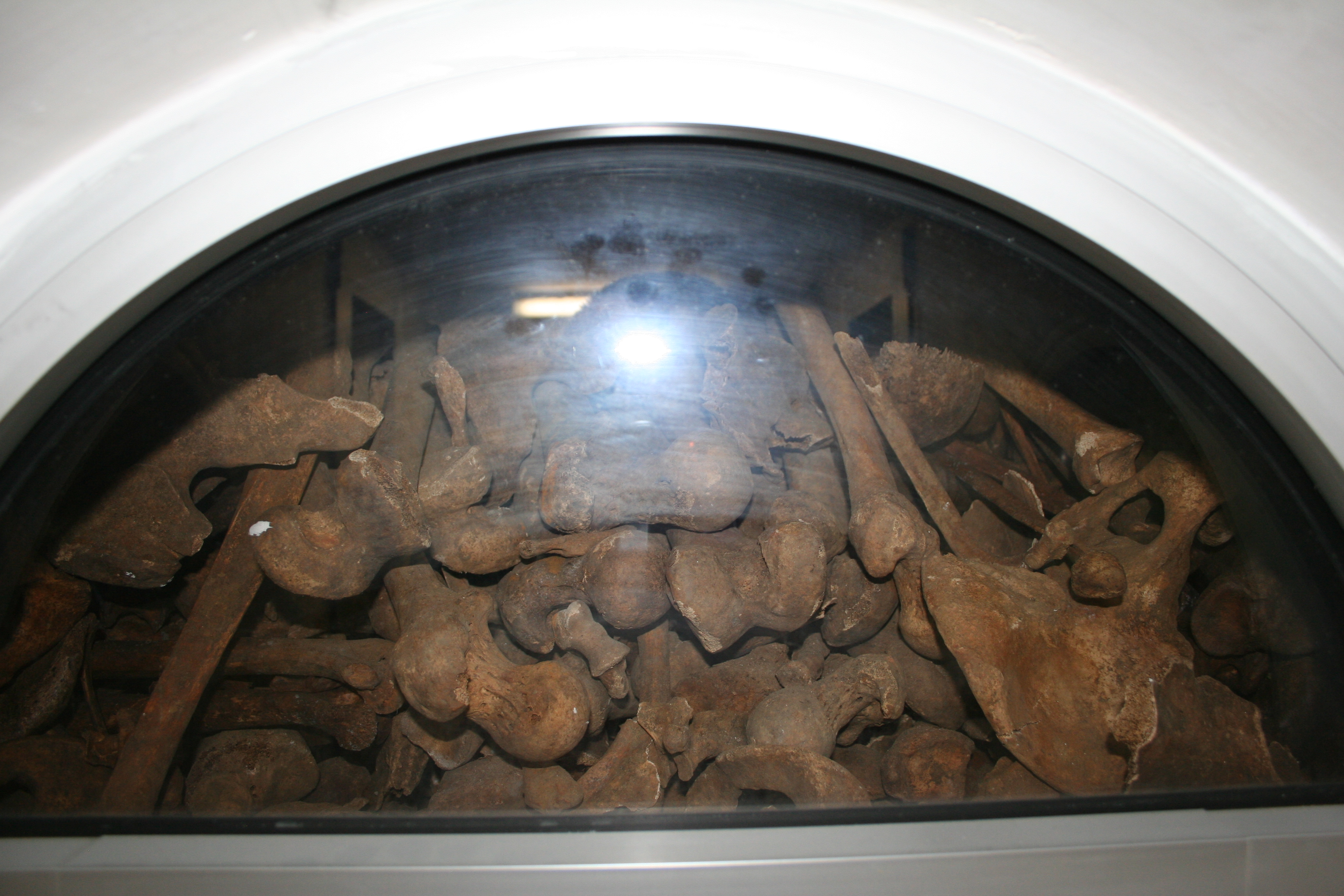

## Architektur
Das Gebäude wurde auf einem dreipassförmigen Plan im modernen serbischen Stil mit Einfluss der mittelalterlichen Morava-Schule gebaut. Die Fassade des Narthex wird von einem Glockenturm überragt, während die fünfseitige Apsis eine halbrunde Fassade besitzt. Der zentrale Teil des Langhauses wird von einer Kuppel überragt, die auf massiven Pfeilern beruht. Beiderseits des Altars befinden sich Kapellen, die aus den Seitenfassaden hervorragen; die eine wird für die Proskomidie genutzt und die andere als Diakonikon. Die Fassaden sind mit waagerechten aufeinanderfolgenden roten und gelben Streifen und Gesimse. Die senkrechten Öffnungen befinden sich zwischen Arkaden und werden von kleinen Fensterrosen überragt. Die Westfassade hat keine besondere Ausschmückung außer der Lünette mit einer Darstellung von Jesus Christus über dem Portal.
Die Ikonostase der Kirche wurde von Stevan Čalić aus Šabac gemalt.

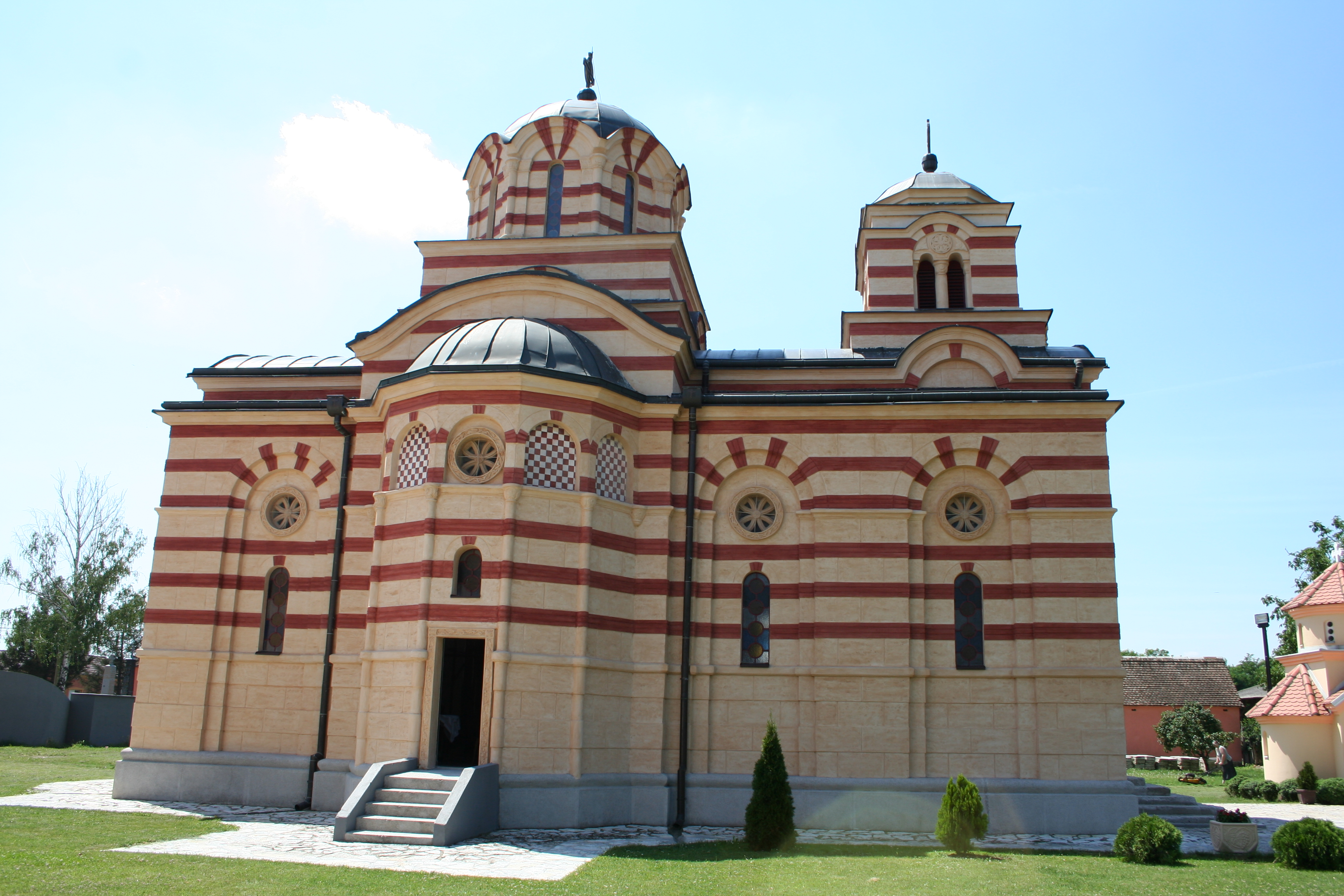
Eine Seitenfassade der Kirche
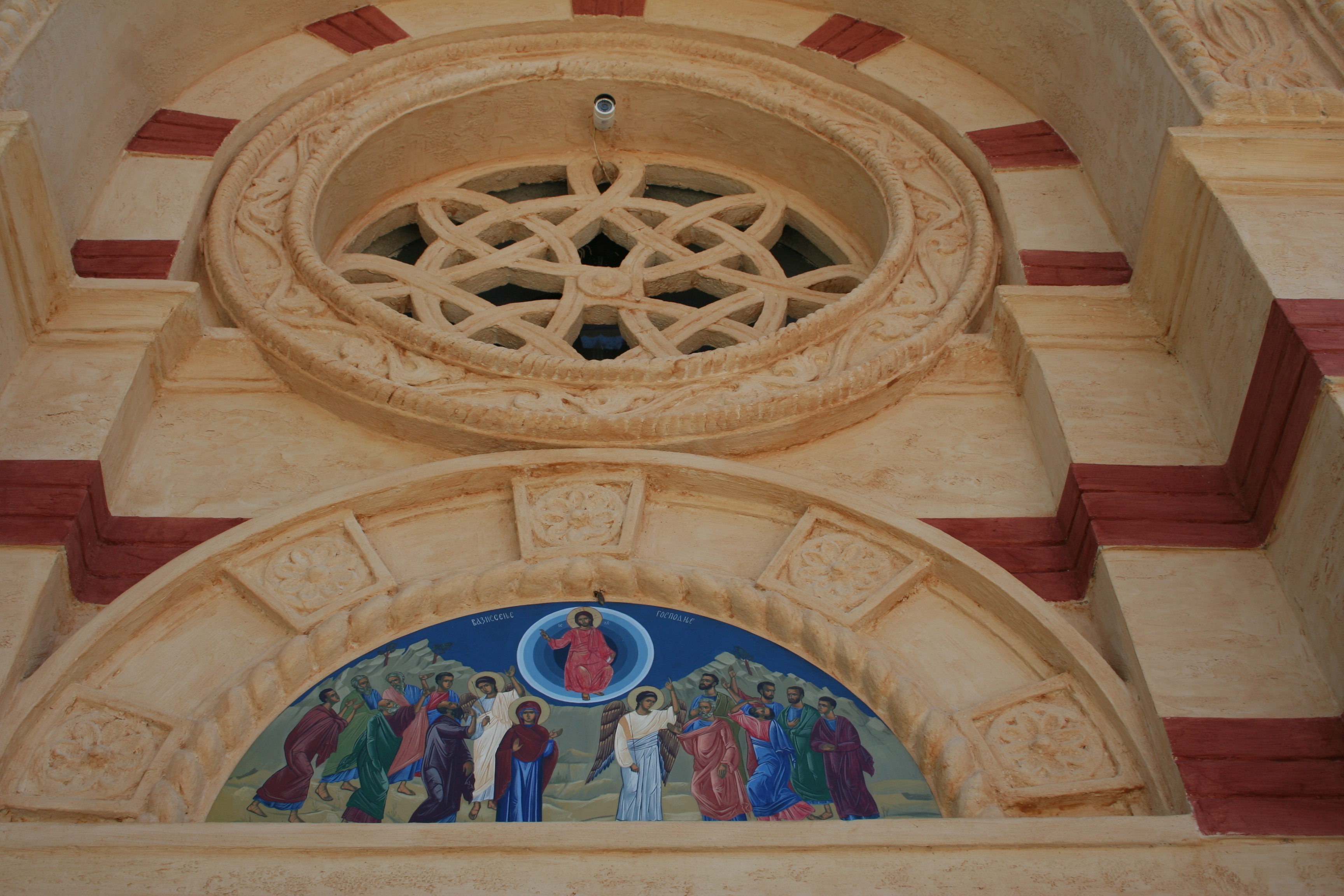
Die Westfassade
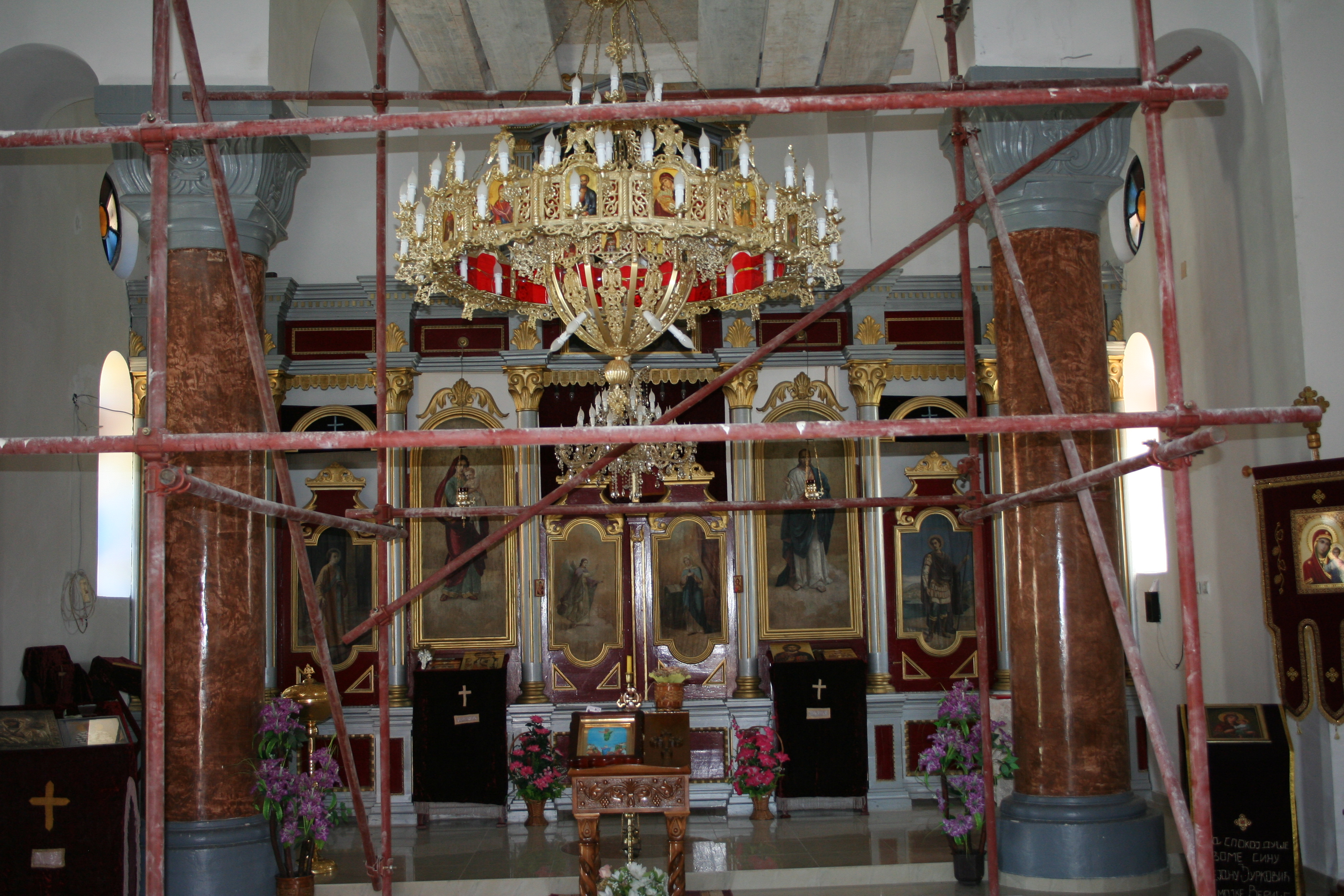
Die Ikonostase

## Gedenkstätte
Südöstlich der Kirche befindet sich eine Gedenkstätte, die aus einem Kriegerdenkmal der serbischen Befreiungskriege (1912–1918) und des Nationalbefreiungskampfs (1914–1945) besteht. Nahe der Kirche gibt es auch eine Büste von Milić Drinčić, einem der Helden der Ersten und Zweiten Serbischen Aufstände gegen das Osmanische Reich in 1804 und 1815.

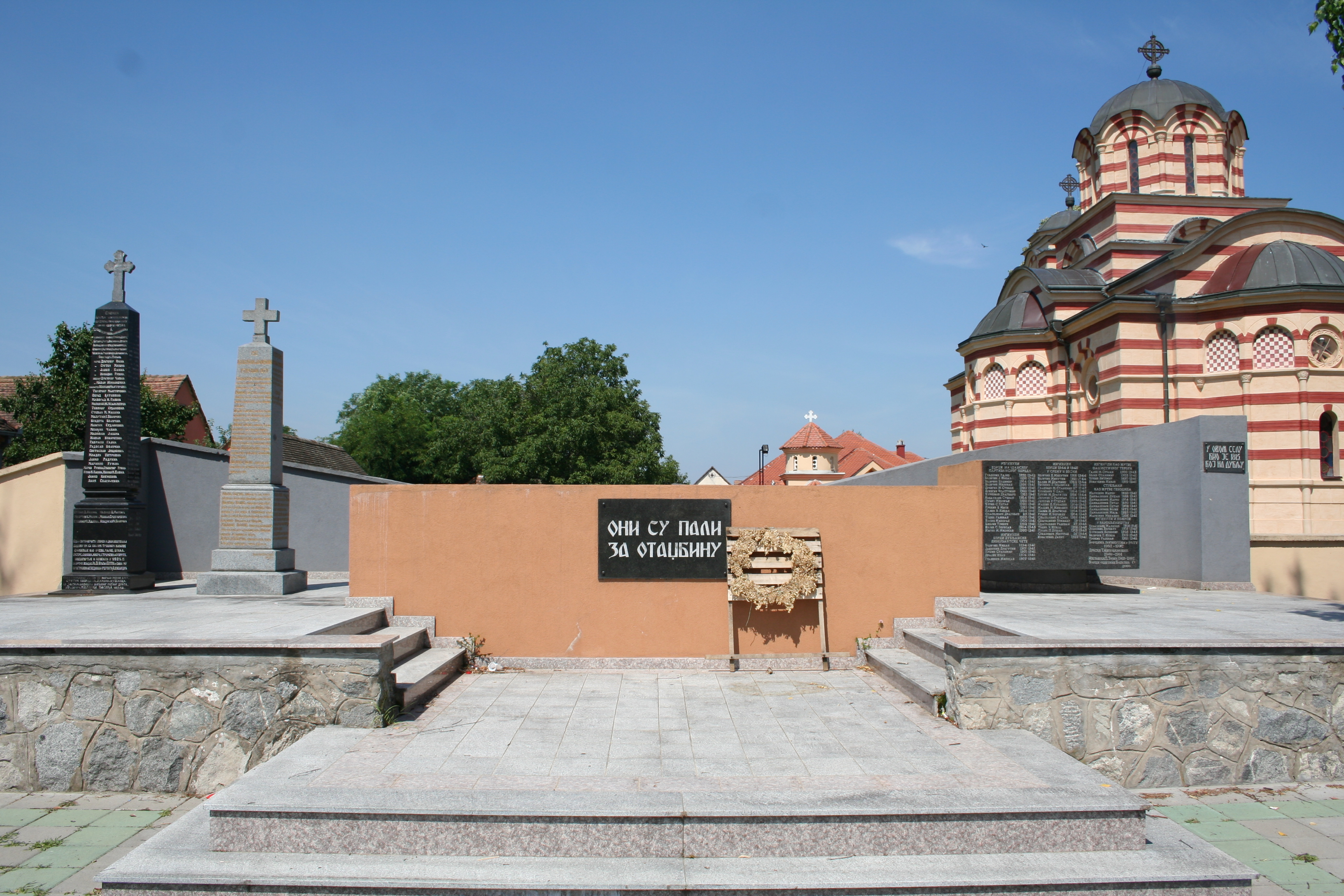
Das Kriegerdenkmal 1912–1918 und 1941–1945
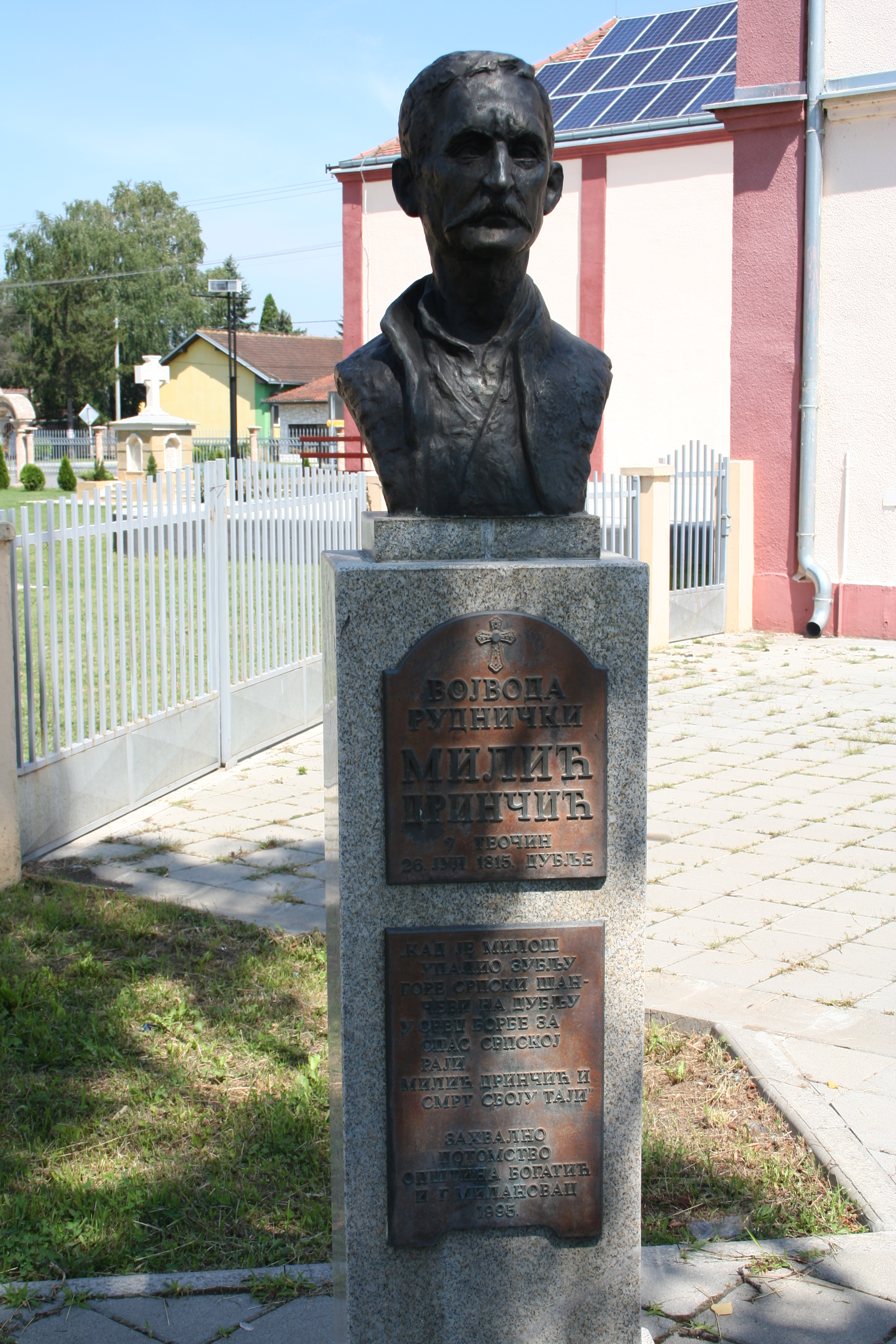
Büste von Milić Drinčić